# 三重県道424号大宮宮川線
三重県道424号大宮宮川線（みえけんどう424ごう おおみやみやがわせん）は、三重県度会郡大紀町から多気郡大台町に至る一般県道である。

## 概要
度会郡大紀町船木から多気郡大台町江馬に至る。
宮川を挟んで三重県道31号大台宮川線と並走しているため、同線の混雑時に迂回路として利用できる。

### 路線データ
- 起点：度会郡大紀町船木（船木大橋南交差点、国道42号交点、三重県道747号打見大台線起点）
- 終点：多気郡大台町江馬（江馬南交差点、三重県道31号大台宮川線交点）
- 総延長：8,773 m

## 歴史
- 1959年（昭和34年）1月25日 - 路線認定[1]。

## 路線状況
沿線住民の生活道路として利用される。また、大台町営バスが大台町内の菅木屋 - 終点までの区間を運行する。

### 交通量
平日12時間交通量
| 地点           | 交通量 |
| -------------- | ------ |
| 多気郡大台町薗 | 267台  |

## 地理

### 通過する自治体
- 三重県
  - 度会郡大紀町 - 多気郡大台町

### 交差する道路
| 交差する道路                     | 市町村名 | 市町村名 | 交差する場所 | 交差する場所            |
| -------------------------------- | -------- | -------- | ------------ | ----------------------- |
| 国道42号 三重県道747号打見大台線 | 度会郡   | 大紀町   | 船木         | 船木大橋南交差点 / 起点 |
| 三重県道731号川合大宮線          | 多気郡   | 大台町   | 菅合         |                         |
| 三重県道31号大台宮川線           | 多気郡   | 大台町   | 江馬         | 江馬南交差点 / 終点     |

### 交差する鉄道
- 紀勢本線

### 沿線
- 三瀬谷ダム
  - 奥伊勢湖
  - 奥伊勢漕艇場
  - 三瀬谷発電所
- 宮川
- オームズ大台工場
- 呉山コルク工業大台工場
- 薗川
- 奥伊勢フォレストピア